# Saeed al-Ghamdi
Saeed al-Ghamdi tros vara en av kaparna av United Airlines Flight 93 som år 2001 havererade på ett fält i Shanksville i Pennsylvania, USA. Han delade samma stamtillhörighet som de andra kaparna Hamza al-Ghamdi, Ahmed al-Ghamdi och Ahmed al-Haznawi.